# 양파의 왕따 일기 1
양파의 왕따 일기 1 또는 양파의 왕따 일기 →양미희를 따르는 친구들의 그룹 왕따 일기는 주인공 임정화가 양파에 들어 가면서 생기는 문선이의 장편동화이다.

## 줄거리
양미희를 따르는 친구들의 그룹인 양파 (양미희의 성을 딴 이름)에 우연한 기회에 들어가게 된 주인공 정화는 너무나 기쁘고 신이 나지만, 양파 친구들이 반 아이들을 따돌리고 있음을 알게 된다. 정화는 옳지 못하다고 생각하지만, 어찌할 바를 몰라 괴롭기만 하다.

## 차례
1. 사귀고 싶은 친구
2. 체육 시간
3. 따로 국밥인 내 마음
4. 신고식[1]
5. 정선아, 미안해
6. 미희의 눈물
7. 풀뿌리 우정
8. 텔레비전에 나온 우리 아빠[2]
9. 미희의 음모
10. 전학가는 정선이
11. 생일 초대

## 등장인물
- 임정화

이 책의 주인공으로 초등 4학년이다. 착하고 실수가 적다.
- 양미희

양파의 주인공. 나중에는 싸가지 없고 재수 없어 왕따 당한다.
- 정선

임정화의 친구로, 양파에 왕따 당해 전학간다.
- 경미

- 소정

양미희를 왕따한 인물 중 하나다.
- 연숙

## 같이 보기
- 양파의 왕따 일기 2